# Procrimima viridis
Procrimima viridis là một loài bướm đêm thuộc phân họ Arctiinae, họ Erebidae.